# Anoxie
Anoxie (von griech. an- = „nicht“ und oxys = „sauer“) bezeichnet biologisch das vollständige Fehlen von Sauerstoff. Ein Bereich, in dem Anoxie herrscht, wird als anoxisch bezeichnet.

## Anoxie in der Medizin und Physiologie
In der Medizin ist die Anoxie eine Bezeichnung für das Fehlen von Sauerstoff im Gesamtorganismus oder Teilen davon.
Anoxie kann  bei niedrigen Sauerstoffkonzentrationen auftreten, bei denen über Lunge oder Kiemen kein Sauerstoff mehr aufgenommen werden kann. Aufgrund des Stoffwechsels, der bei den meisten Organismen überwiegend aus oxidativen Prozessen besteht, kommt es beim Fehlen des dafür notwendigen Sauerstoffs zu Funktionsstörungen. Vor allem bei Wirbeltieren treten Unterversorgungen des Gehirns und des Herzens auf, bei letzterem kommt es zu Strukturveränderungen des Myokards. Anoxie ist auch eine Bezeichnung für den Sauerstoffmangel, wie er einem Erstickungstod zugrunde liegen kann.

## Anoxie in der Ökologie
Vor allem bei verschiedenen Bakterien, aber auch bei einer Reihe von wirbellosen Tieren, ist das Fehlen von Sauerstoff die Normalbedingung. Bei diesen Organismen verlaufen die Stoffwechselvorgänge anaerob, also in Abwesenheit von Sauerstoff.